# Río Tista
El río Tista (en nepalí, टिस्टा खोला, TisTa Khola; en bengalí: তিস্তা, Tistā; en inglés Teesta) es un río que discurre por la parte nororiental de la India y Bangladés, un afluente del río Brahmaputra.

## Geografía
El río se conoce como la línea «lifeline» (línea felina) del estado indio de Sikkim, y su curso recorre casi enteramente el estado indio, forjando unos valles verdes templados y tropicales cerca del Himalaya. 
El río se origina en el Cho Lhamu, lago ubicado a 5.330 m s. n. m., en el majestuoso Himalaya. Este lago está al norte del paso de Donkia cerca de Shetschen, donde la cumbre del paso está aproximadamente a ocho kilómetros de Darjeeling en línea recta.
El río entra de Sikkim a Bengala Occidental y luego entra en Bangladés. Desemboca en el río Jamuna (el tramo en Bangladés del río Brahmaputra) por la margen derecha.